# Восход солнца (фильм)
«Восход солнца» (англ. Sunrise: A Song of Two Humans (1927) — классический немой художественный фильм Фридриха Вильгельма Мурнау, снятый в США. Первая картина с музыкальным и шумовым оформлением, записанным по технологии «Мувитон». На первой церемонии вручения премии «Оскар» фильм получил эту награду «за выдающиеся художественные достоинства».

## Создание
В 1926 году классик немецкого кино Фридрих Мурнау переехал в Голливуд и снял на студии Fox три фильма: «Восход солнца» (1927), «Четыре дьявола» (1928) и «Городская девчонка» (1930). Для его первого американского фильма голливудская кинокомпания выделила очень значительное финансирование. Такое доверие прежде всего объяснялось тем, что её руководители были впечатлены успехом картины «Последний человек» в США. Киновед и историк кино Лотта Эйснер писала про его положение в этот период в американских кинематографических кругах: «Он — бог студий, абсолютный диктатор с неограниченной властью, распоряжающийся громадными средствами».

### Литературная основа
Сценарий фильма основывается на вышедшем в 1917 году романе Германа Зудермана «Путешествие в Тильзит». Также сюжет фильма напоминает один из эпизодов вышедшего годом ранее романа Теодора Драйзера «Американская трагедия».

## Сюжет
В основе сюжета — классический любовный треугольник. В интертитрах персонажи названы просто Мужчина, Жена, Женщина Из Города.
Мужчина влюбляется в Женщину Из Города, которая подговаривает его устроить его жене «несчастный случай» и переехать к ней в город. Они договариваются, что Мужчина вывезет Жену якобы на лодочную прогулку и утопит её. Однако уже в лодке Мужчина понимает, что не сможет этого сделать. Жена, догадавшись о его намерениях, испугана, и убегает от него, когда они пристают к городской пристани. Мужчина бросается за ней, надеясь вымолить прощение. Они ходят по городу, постепенно и очень трогательно восстанавливая отношения. В церкви они оказываются одновременно с началом свадебной церемонии, которая становится их символическим окончательным воссоединением.
Они отправляются на лодке обратно, но на полпути попадают в шторм. Жена оказывается за бортом лодки, и Мужчина бросает ей вязанку камыша, которую первоначально приготовил для маскировки готовившегося преступления. Ветер уносит их друг от друга. Доплыв до берега, Мужчина организует поиски, но Жену найти не могут.
В это время появляется Женщина Из Города, которая уверена, что Мужчина выполнил задуманное. Мужчина в ярости нападает на неё и пытается задушить, однако в этот момент у берега находят Жену, и он, отбросив любовницу, бежит к Жене. Мужчина и его Жена обнимаются на фоне восходящего солнца.

## В ролях
- Джордж О’Брайен — Мужчина (Anses)
- Дженет Гейнор — Жена (Indre)
- Маргарет Ливингстон — Женщина из города
- Бодил Росинг[англ.] — сиделка
- Дж. Фаррел Макдональд — фотограф
- Ральф Сипперли (англ. Ralph Sipperly) — парикмахер
- Джейн Уинтон — маникюрщица
- Артур Хаусмэн (англ. Arthur Housman) — навязчивый джентльмен
- Эдди Боланд (англ. Eddie Boland) — любезный джентльмен
- Гибсон Гоуленд — водитель

## Признание
- Дженет Гейнор получила «Оскар» как лучшая актриса за роли в фильмах 1927 года, в том числе за роль в «Восходе солнца».
- Операторы Чарлз Рошер и Карл Штрусс получили за этот фильм «Оскар» в номинации «Лучшая операторская работа».
- Картина Мурнау была включена в Национальный реестр фильмов ещё при его создании в 1989 году.
- В 2012 году по итогам самого масштабного в истории опроса кинокритиков «Восход солнца» был признан величайшим из всех немых фильмов[3].

## Критика
Жорж Садуль, отмечая великолепный сценарий Карла Майера, писал, что фильм стал   лучшей работой Мурнау. Несмотря на то, что он снимался в Америке — по своему духу это яркое произведение немецкого киноискусства.